# 阎寿根
阎寿根（1948年—），浙江兰溪人，汉族，中华人民共和国政治人物、第十一届全国人民代表大会浙江地区代表。
毕业于杭州大学政治专业，是中国共产党党员。担任金华市人大常委会主任。2008年起担任全国人大代表。